# Паланджанян, Вагаршак Сергеевич
Вагаршак Сергеевич Паланджанян (арм. Վաղարշակ  Փալաջանյան; 1945, Степанакерт, Нагорно-Карабахская АО — 29 июля 2023) — политический и государственный деятель непризнанной НКР. Министр градостроительства НКР (1999—2002).

## Биография
Родился в 1945 году в городе Степанакерте Нагорно-Карабахской автономной области Азербайджанской ССР.
Окончил вечернюю школу рабочей молодежи (1963), Ереванский политехнический институт (1974) и факультет организаторов производства и управления Московского института управления (1980).
С 1962 по 1966 год работал на Степанакертском электротехническом заводе.
С 1967 — работал на объектах строительства на должностях: мастера, инженера производственно-технического отдела (ПТО), начальника ПТО, главного инженера строительного управления, начальника объединения «Агропромстрой», начальника управления государственной экспертизы проектов и смет, начальником управления капитального строительства.
С 1999 по 2002 год — министр градостроительства НКР.
Скончался 29 июля 2023 года.